# Castillo de la Suda

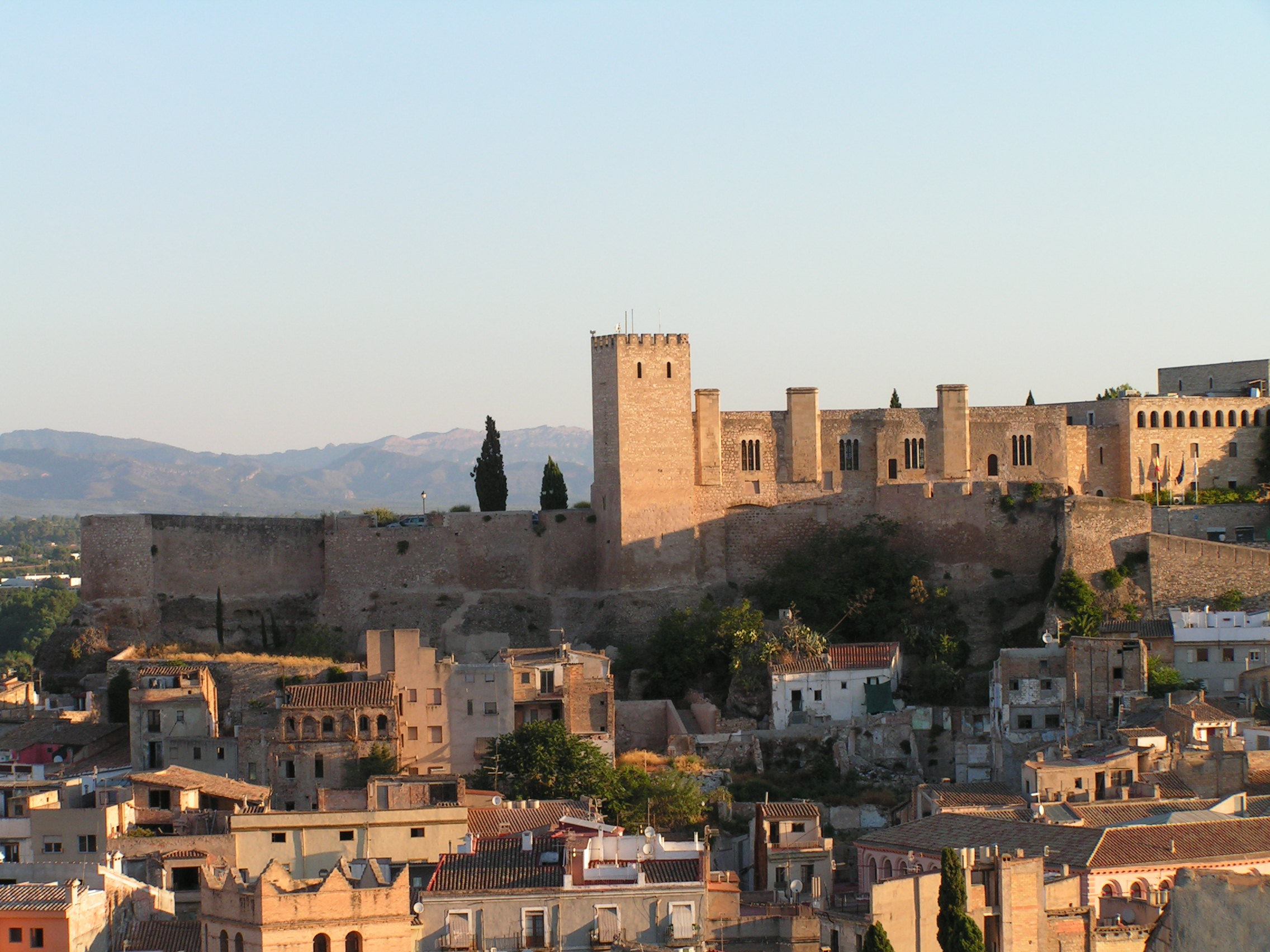
Vista exterior del castillo de la Suda de Tortosa.

El castillo de la Suda, conocido también como la Suda de Tortosa, es uno de los principales monumentos históricos de la ciudad española de Tortosa.
La Suda es una denominación de origen árabe que significa lo mismo que «castillo» o «fortaleza». Al parecer, cuando se llevó a cabo la conquista de Tortosa por el conde de Barcelona y princeps de Aragón Ramón Berenguer IV el castillo estaba dividido en tres partes, o, por así decirlo, había tres castillos independientes; porque al explicar Cristóbal Despuig en sus Col·loquis las recompensas que Ramón Berenguer otorgó a los cuatro caballeros que fueron los primeros en asaltar la muralla de la Suda, dice que, a Guillermo Ramón I de Moncada, le dio uno de los tres castillos, que el otro le dio a Pere de Sentmenat y que el tercero se lo reservó para él.

## Historia
Los romanos levantaron las primeras estructuras amuralladas, pero fueron los musulmanes, bajo el califato de Abderramán III, quienes dieron forma a esta construcción que toma modernamente el nombre de la Suda, con un pozo de gran diámetro y profundidad. Alrededor de éste se articulan unas galerías subterráneas que conservan restos de un antiguo molino y dos hornos.
Conquistada la ciudad por el conde-príncipe Ramón Berenguer IV (diciembre de 1148), el castillo pasa a ser residencia de los Montcada y de los Templarios como prueba de gratitud por la ayuda dada durante la batalla.
El rey de Aragón y conde de Barcelona Jaume I lo escogió como su residencia favorita y desde aquí se hicieron los preparativos para la conquista de Morella, Peñíscola y Burriana. Desde 1294, cuando Tortosa pasa al dominio de la Corona, la Suda fue convertida en palacio real y se añadieron nuevas salas y elementos defensivos. En la época en que el infante Ferran fue marqués de Tortosa, el castillo pasó a sus manos, y en 1363 fue recuperado por el rey Pedro el Ceremonioso, junto con la jurisdicción de la ciudad; en ese momento se hicieron importantes obras de reforma
De entonces, el actual Parador de Turismo aún conserva tres notables chimeneas y cuatro grandes ventanales característicos del mejor gótico catalán. La fortificación también mantiene su polvorín.
Durante la Edad Media, el castillo fue sede del tribunal de justicia de la época. Las construcciones medievales permanecen muy enmascaradas por las obras realizadas durante los siglos xvii y xviii, en las que se fortificaron las dos elevaciones adyacentes para formar un dispositivo de defensa.
En el acceso al castillo se puede contemplar un cementerio musulmán. De éste se extrajo, en 1972, un epitafio datado del siglo X con referencias a un gobernador, conservado en el propio Parador. También se recuperó de los escombros del castillo una tapa de arqueta funeraria, de escritura cúfica, donde se citan versos del Corán, hoy conservada en la colección del Ayuntamiento de Tortosa.